# Peace and Love (The Pogues)
Peace and Love è il quarto album in studio del gruppo celtic rock irlandese The Pogues, pubblicato nel 1989 da Island Records, in Europa dalla WEA, n.cat. 24 6086-1. Sebbene condizionato dalla forte dipendenza da alcool e droga del frontman Shane MacGowan, il disco è generalmente considerato di buon livello, anche se non pari ai suoi predecessori.

## Tracce
1. Gridlock (Jem Finer/Andrew Ranken) - 3:33
2. White City (Shane MacGowan) - 2:31
3. Young Ned of the Hill (Terry Woods/Ron Kavana) - 2:45
4. Misty Morning, Albert Bridge (Finer) - 3:01
5. Cotton Fields (MacGowan) - 2:51
6. Blue Heaven (Phil Chevron/Darryl Hunt) - 3:36
7. Down All The Days (MacGowan) - 3:45
8. USA (MacGowan) - 4:52
9. Lorelei (Chevron) - 3:33
10. Gartloney Rats (Woods) - 2:32
11. Boat Train (MacGowan) - 2:40
12. Tombstone (Finer) - 2:57
13. Night Train to Lorca (Finer) - 3:29
14. London You're A Lady (MacGowan) - 2:56

### Bonus track (ristampa2006)[2]
1. The Star Of The County Down (traditional) - 2:33
2. The Limerick Rake (traditional) - 3:12
3. Train Of Love (Finer) - 3:08
4. Everyman Is A King (Woods/Kavana) - 3:54
5. Yeah, Yeah, Yeah, Yeah, Yeah (MacGowan) - 3:19
6. Honky Tonk Woman (Jagger/Richards) - 2:55

## Formazione[3]
- Shane MacGowan - voce
- Jem Finer - banjo
- Spider Stacy - tin whistle
- James Fearnley - fisarmonica
- Andrew Ranken - batteria
- Terry Woods - cittern, mandolino
- Philip Chevron - voce
- Kristy MacColl - voce
- Darryl Hunt - basso
- Albert Bridge - basso, ottoni, corde
- Joe Cashman - sassofono tenore
- Rick Sevan - sassofono tenore
- Brian Clarke - sassofono contralto
- Gaspar Lawal - percussioni
- Eli Thompson - tromba
- Paul Taylor - trombone, arrangiamenti, arrangiamento degli ottoni
- The Pogues - arrangiamenti
- Steve Lillywhite - produttore
- Ryan Art - design
- Chris Dickie - ingegneria del suono
- Nick Lacey - assistente, assistente all'ingegneria del suono
- Philip Hardaker - montaggio, note
- Frank Murray - management
- Pedar Ó Riada - corde, arrangiamenti, arrangiamento delle corde
- Fiachra Trench - arrangiamenti, arrangiamento delle corde, arrangiamento degli ottoni
- Steve Pike - fotografia, ritratti

## Classifiche[4]
| Classifica    | Posizione |
| ------------- | --------- |
| Billboard 200 | 118       |